# Електрицитет
Електрицитет (од новолатинског ēlectricus – „ћилибарски“, односно од грчког -{ηλεκτρον [elektron] (електрон) – „ћилибар“) је реч која се односи на одређене физичке појаве узроковане наелектрисањем.
Међутим, тај појам се често везује уз неколико различитих а повезаних појмова:
1. наелектрисање – својство неких субатомских честица које одређује начин његове електромагнетне интеракције. Наелектрисан предмет је под утицајем електромагнетског поља, али га и сам производи.
2. електрична струја – кретање или проток наелектрисаних честица, мерено у амперима (А).
3. електрично поље – посредник у преносу утицаја једног наелектрисања на друга наелектрисања која се налазе у његовој близини.
4. електрични потенцијал – способност електричног поља да изврши неки рад, мери се у волтима (V).
5. електромагнетизам – фундаментална интеракција између магнетског поља и наелектрисања које је у покрету

Још у античко време запажена је појава да ћилибар, када га се трља, добива својство привлачења ситних честица. Године 1600. енглески лекар Вилијам Гилберт, према грчком називу за ћилибар (грч. ἤλεϰτρον [elektron]), назвао је натрте ствари с описаним својствима електрична тела (лат. corpora electrica). Електрицитет се с једнога тела може преносити на друго. Количина електрицитета назива се електрични набој.
У атому је позитивни набој атомског језгра једнак негативном набоју свих електрона, односно број протона једнак броју електрона, па се зато деловања тих набоја према споља међусобно поништавају или неутрализирају. Тек када се у неком телу одвоји део електрона од атома, долазе до изражаја привлачне силе између позитивних и негативних честица. Те силе настоје да врате електроне на она мјеста у атому на којима су се пре налазили. Због деловања тих сила долази до кретања електрично наелектрисаних честица или електричне струје. Одвајање електрона од припадних атомских језгара чини темељ производње електричне енергије. У галванским чланцима и акумулаторима раздвајање електрицитета изводе хемијске силе. За добијање велике количине електричне енергије служе електрични генератори.
Електрони лако пролазе кроз добре електричне проводнике (на пример метале), а тешко кроз лоше проводнике или изолаторе (на пример ваздух, каучук, порцелан). Ако се проводник стави у близину наелектрисаног тела, то ће тело, већ према врсти свог набоја, електроне проводника или привући у што већу близину или одбити од себе у највећу могућу даљину. Тај начин раздвајања електрицитета у проводнику назива се инфлуенција.
Електрични набој је једно од темељних очуваних својстава елементарних честица. Појаве везане за набој у мировању описују се граном физике која се назива електростатика. Набој у мировању такође се назива статичким или електростатичким набојем. Набој у кретању се назива електричном струјом, а повезане појаве се описују електродинамиком. Постојање електрицитета запажа се у простору посредством електромагнетског поља које настаје око набоја. Ако набој мирује постоји само електрично поље, електростатичко поље. Набој у покрету ствара и магнетску компоненту електромагнетског поља. Електрицитет је откривен запажањем постојања електростатског поља (привлачење ситних предмета) у близини наелектризираног штапића од јантара.
Електрични феномени су изучавани од античких времена, мада је прогрес у погледу теоретског разумевања био спор до седамнаестог и осамнаестог века. Чак и тад, било је веома мало практичних примена електрицитета, и тек су деветнаестом веку инжењери могли да нађу примену струје у индустрији и свакодневном животу. Брза експанзија електротехнике у то време је трансформисала индустрију и друштво. Изузетна свестраност електричне енергије значила је да се могао створити готово неограничено велики скуп примена које обухватају транспорт, грејање, електрично осветљење, комуникације, и рачунање. Електрична енергија је у данашње време у основи модерног индустријског друштва.

## Историјат проучавања електрицитета
Дуго пре него што је било какво познавање електрицитета постојало, људи су били свесни шока од електричне рибе. Стари Египатски текстови који датирају из 2.750 п. н. е. наводе те рибе као „Нилске громовнике“, и описују их као „заштитнике“ других риба. Електричне рибе су описане и након једног миленијум у записима старих Грка, Римљана и арапских природњака и лекара. Неколико античких писаца, као што су Плиније Старији и Скрибоније Ларг, потврдили су утрњујуће дејство електричних шокова које могу да произведу електрични сом и електрична ража, и било је познато да такви шокови могу да путују дуж проводећег објекта. Пацијентима оболелим од болести као што су гихт или главобоља се саветовало да додирну електричну рибу у нади да ће их можда моћни ударац излечити. Вероватно најранији и најближи приступ откривању идентитета муње, и електрицитета долази из једног другог извора, који се приписује Арапима, који су пре 15. века имали арапску реч за муњу رعد (ra‘ad) која је означавала електричну ражу.

Електрицитет је проучаван још од античких времена, али значајна научна открића нису се појављивала све до 17. и 18. века. Поједини предмети као што је, рецимо, шипка ћилибара, имају особину да када се протрљају са мачјим крзном, могу да привлаче лаке предмете, перје, длаке, папириће. То је било познато старим медитеранским народима. Талес из Милета је, око 600 год. п. н. е. извео низ експеримената у којима је долазило до појаве статичког електрицитета, и на основу њих је закључио да трење даје ћилибару магнетска својства, што је било у супротности са минералима, нпр. магнетитом, којима није било потребно трење да би привлачили предмете. Талес је погрешио у претпоставци да протрљан ћилибар има магнетска својства, али ће каснија наука доказати везу између магнетизма и електрицитета. 

Спорне су тврдње да су Персијанци знали за галванизацију (превлачење материјала металом електричним путем). Наиме, 1936. године у близини Багдада пронађена је Багдадска батерија, која личи на галванску ћелију. Постоји претпоставка која још увек није доказана, ни оповргнута, да је ова ћелија имала електрична својства и да је коришћена за превлачење сребрних објеката златом.
Неки антички писци су указивали на запрепашћујуће ефекте које су имали електрошокови неких риба, као рецимо ража. Пацијенти који су боловали од неких болести, костобоље или главобоље, подвргнути су контакту са електричном рибом у нади да ће их нагли трзај излечити.
Даља истраживања су спровели Ото фон Герике, Роберт Бојл, Стивен Грај и Ц. Ф. ду Феј. Бенџамин Френклин је доста интензивно изучавао електрицитет током 18. века. Најпознатији је по свом огледу са летећим змајем, када је доказао да муња има електричну природу. Он је закачио змаја за овлажен канап, на чијем је другом крају био завезан металан кључ. Пустио је змаја да лети високо, баш у време када је била грмљавина. Из кључа су почеле да искачу варнице, што је био доказ се змај наелектрисао под утицајем облака. Он је такође заслужан за откриће громобрана, јер је открио да високе шипке са оштрим врховима могу да спроведу струју из грома у земљу.
Године 1791, Луиђи Галвани је објавио своје откриће биоелектромагнетике, демонстрирајући да је електрицитет био медијум којим неурони преносе сигнале до мишића. Волтина батерија, или волтни стуб, из 1800, направљен од наизменичних слојева цинка и бакра, је пружила научницима поузданији извор електричне енергије од електростатичких машина које су раније кориштене. Препонавање електромагнетизма, јединства електричног и магнетног феномена, је произашло и рада Ханса Кристијана Ерстеда и Андре-Мари Ампера током 1819–1820. Мајкл Фарадеј је изумео електрични мотор 1821. године, а Георг Ом је математички анализирао електрично коло 1827. године. Електрицитет и магнетизам (и светлост) су дефинитивно повезани доприносом Џејмса Клерка Максвела, а посебно његовим радом „On Physical Lines of Force“ из 1861. и 1862.

Енглески научник Вилијам Гилберт први је открио разлику између електрицитета и магнетизма. За ћилибарску шипку протрљану крзном он је употребио грчку реч ηλεκτρον (elektron; електрон) – „ћилибар“, и исковао је реч electricus да означи својство неких предмета да привлаче друге, након трљања крзном.

Негде пред крај 19. века инжењери су ставили електрицитет у индустријску и кућну употребу. Током овог периода се десила велика експанзија индустрије и многих технологија које су се заснивале на електрицитету. Разноврсна својства електрицитета као облика енергије омогућавају веома широку употребу у саобраћају, фабрикама, грејању, осветљавању, комуникацијама и рачунарству. Употреба електричне енергије је сада, и биће у будућности, кичмени стуб модерног индустријског друштва.

## Развој науке
Наука о електрицитету је стално напредовала. Луиђи Галвани је 1791. године открио појаву биоелектрицитета, тако што је показао да је електрицитет начин како нерви изазивају грчење мишића. Алесандро Волта је 1800. године пронашао батерију, Волтин елемент, која је тада била најпоузданији извор енергије, 1820. Андре-Мари Ампер је открио везу између електричног и магнетског поља, 1821. Мајкл Фарадеј је открио електромагнетну индукцију. У 19. веку је остварен огроман напредак и у електроинжењерству, за шта су заслужни, пре свих Никола Тесла, али и Томас Едисон, Џорџ Вестингхаус, Александар Грејем Бел, Ернст фон Сименс, Лорд Келвин. Електрицитет је прешао пут од мале научне занимљивости до есенцијалне алатке модерне индустрије, и проузроковао је другу индустријску револуцију.

## Пиезоелектрицитет
Пиезоелектрични ефект (грч. ? [piezo] – „гурати“) или пиезоелектрични учинак је појава стварања електричног набоја на површини посебно одрезаног кристала (чврсти диелектрик - изолатор) који је еластично деформиран спољном силом. Једна страна (површина) тог кристала набиће се негативно, а друга позитивно. Дакле, кристал постаје електрични поларизован. Поларизација кристала је највећа када је напрезање усмерено у правцу пиезоелектричне осе кристала. Променом смера деформације (притисак - истезање) долази до поларизације обрнутог смера. Пиезоелектрични ефект открили су 1890. Жак и Пјер Кири. Користи се у сензорима притиска. Најзначајнији пиезоелектрични материјали су кварц (SiO2), Сегнетова со, турмалин, топаз, кост, свила, дрво, те вештачки материјали попут разних врста керамике, пластике и кристала, а у новије време ПЗТ керамике. Иако је дуго након открића био само занимљив лабораторијски ефект, с временом је пронашао примену у бројним уређајима. Присутан је и обрнути ефект: механичка деформација материјала када је на њега примењен електрични напон.